# Boccadasse
Boccadasse (Boca d'âze o Bocadâze in genovese) è un antico borgo marinaro del comune di Genova, che fa parte dell'unità urbanistica Lido del quartiere di Albaro.
Nell'attuale suddivisione amministrativa è quindi compreso nel Municipio VIII - Medio Levante, che oltre ad Albaro comprende anche i quartieri della Foce e di San Martino.
Convenzionalmente,  il piccolo quartiere di Boccadasse è delimitato dalla via Felice Cavallotti (che delimita il borgo a ovest verso Albaro), via Caprera che lo separa da Sturla alta, via del Capo di Santa Chiara, a est del quale si estende Vernazzola, altro piccolo borgo marinaro che fa parte del quartiere di Sturla. A sud, il confine naturale è la linea costiera.

## Descrizione del quartiere

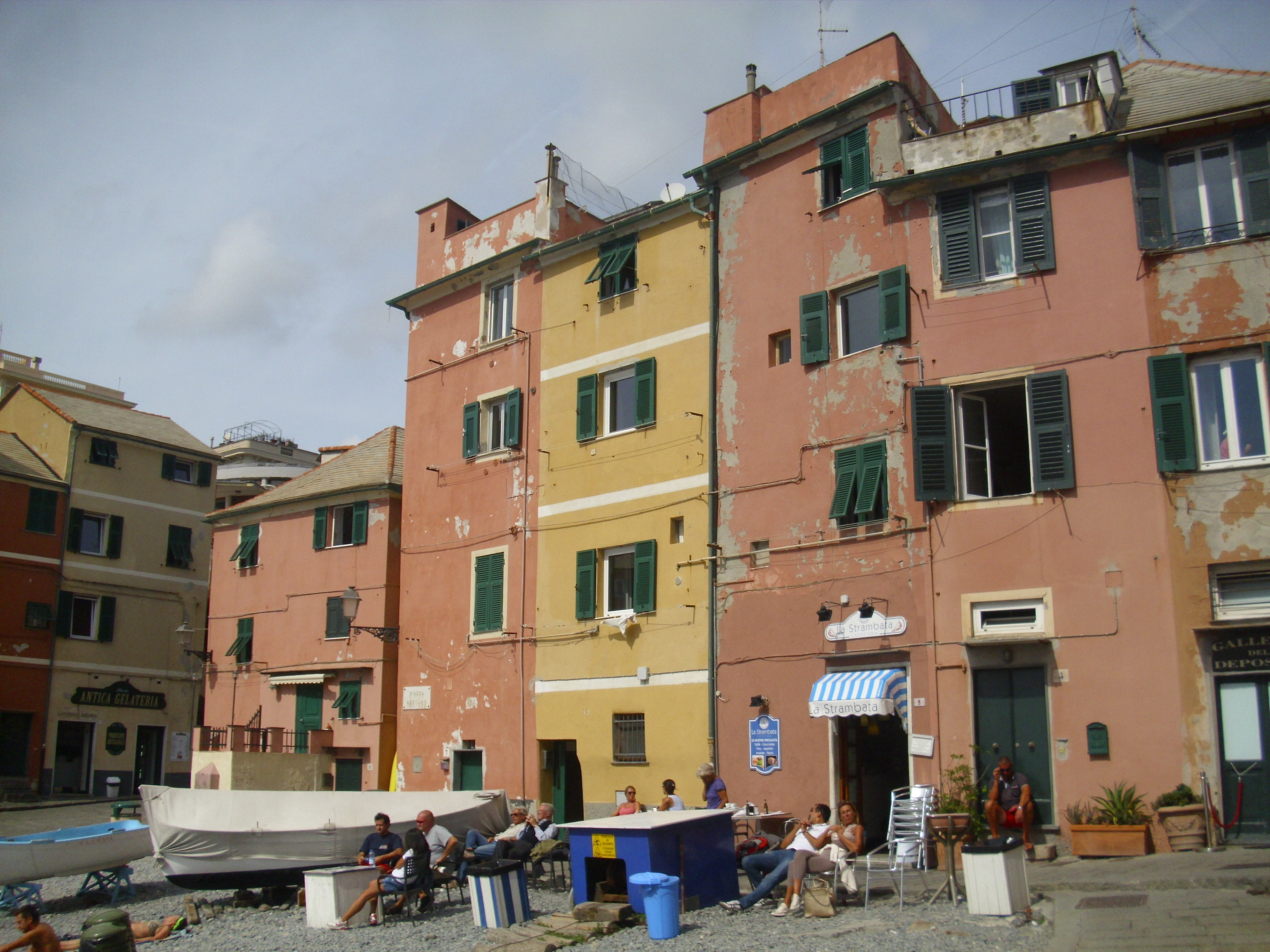
Scorcio delle case affacciate sulla spiaggetta

Il borgo di Boccadasse è compreso tra l'estremità orientale di corso Italia e il Capo di Santa Chiara, zona molto esclusiva e punto panoramico che divide l'area di Albaro da quella di Sturla.
Il borgo di Boccadasse, con le sue case dalle tinte pastello, addossate le une alle altre e strette attorno ad una piccola baia, anche se ormai circondato dal contesto cittadino, si è conservato pressoché immutato nel tempo, come lo si sarebbe potuto vedere uno o due secoli fa, circostanza che ne ha fatto una delle più note attrattive turistiche genovesi. La grande suggestione di questo luogo è dovuta anche al fatto che non si tratta di una semplice conservazione del passato ad uso turistico, ma di un borgo vivo e vitale, dove ancora alcuni pescatori continuano la loro antica attività. Oggi, accanto a loro, ci sono gelaterie, ristoranti e piccole gallerie d'arte.
Boccadasse è il tradizionale punto di arrivo delle passeggiate dei genovesi in corso Italia, il frequentato lungomare che dalla Foce attraversa tutto il quartiere di Albaro e termina in corrispondenza della chiesa dedicata a Sant'Antonio di Padova, dove sono conservati numerosi ex voto legati a drammi della gente di mare. Sul retro della chiesa si trova una piazzetta panoramica intitolata al poeta Edoardo Firpo dalla quale si può godere il panorama del sottostante borgo marinaro.
Dal belvedere Firpo, ristrutturato nel 2001 in occasione del G8 svoltosi a Genova, si accede al borgo attraverso una scalinata oppure percorrendo la via Aurora, una tipica "crêuza" ligure. Un'altra crêuza a levante della piazzetta risale al capo di Santa Chiara per poi ridiscendere a Vernazzola, frazione del quartiere di Sturla e antico punto di approdo al quale faceva capo la via che portava nell'entroterra attraverso la valle Sturla.

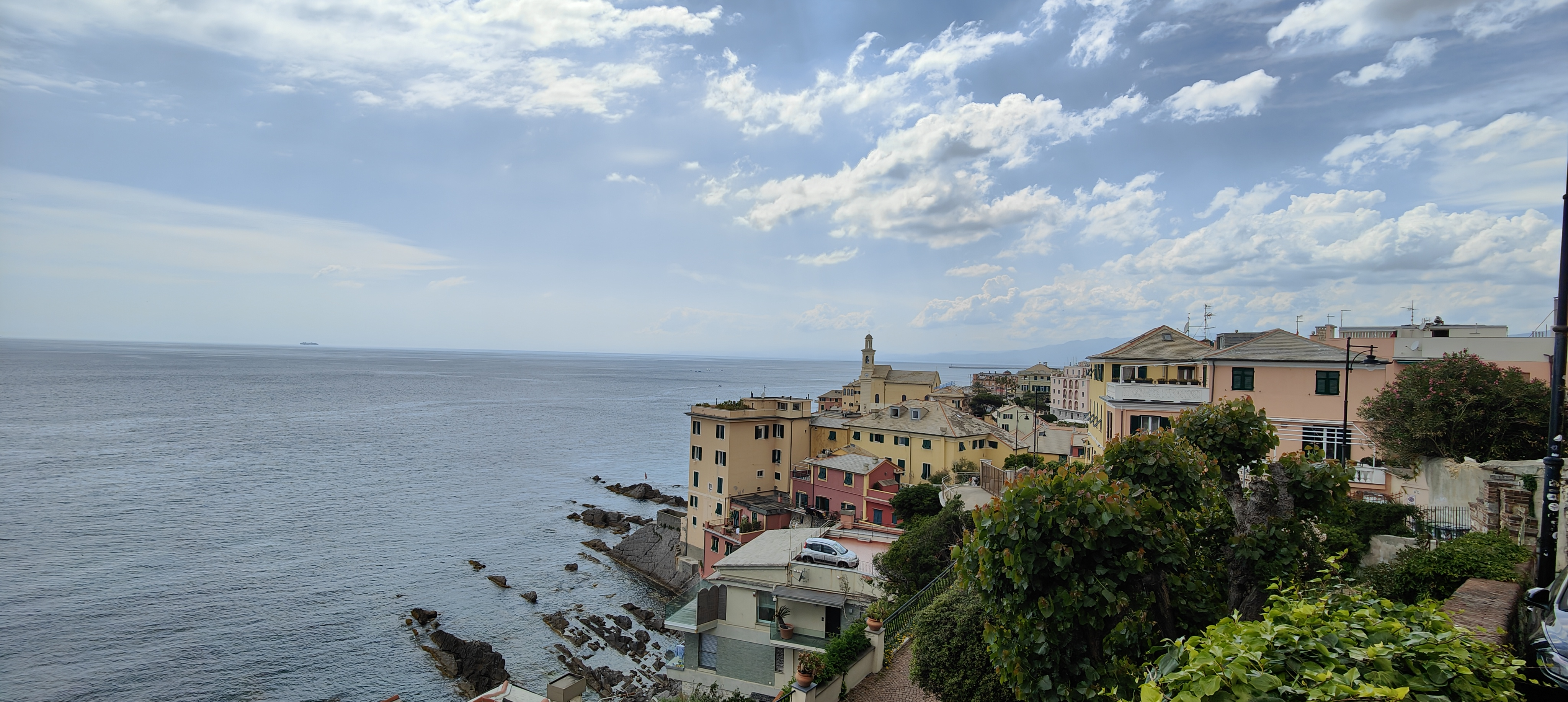
Vista della Chiesa dedicata a Sant'Antonio da via Capo S. Chiara

Dal belvedere in cima al Capo di Santa Chiara, sovrastato dal castello Türcke, costruzione medioevaleggiante in stile Liberty, costruito nel 1903 su progetto di Gino Coppedè, si può godere un ampio panorama sul levante genovese e del Golfo Paradiso fino al promontorio di Portofino.

## Origine del nome

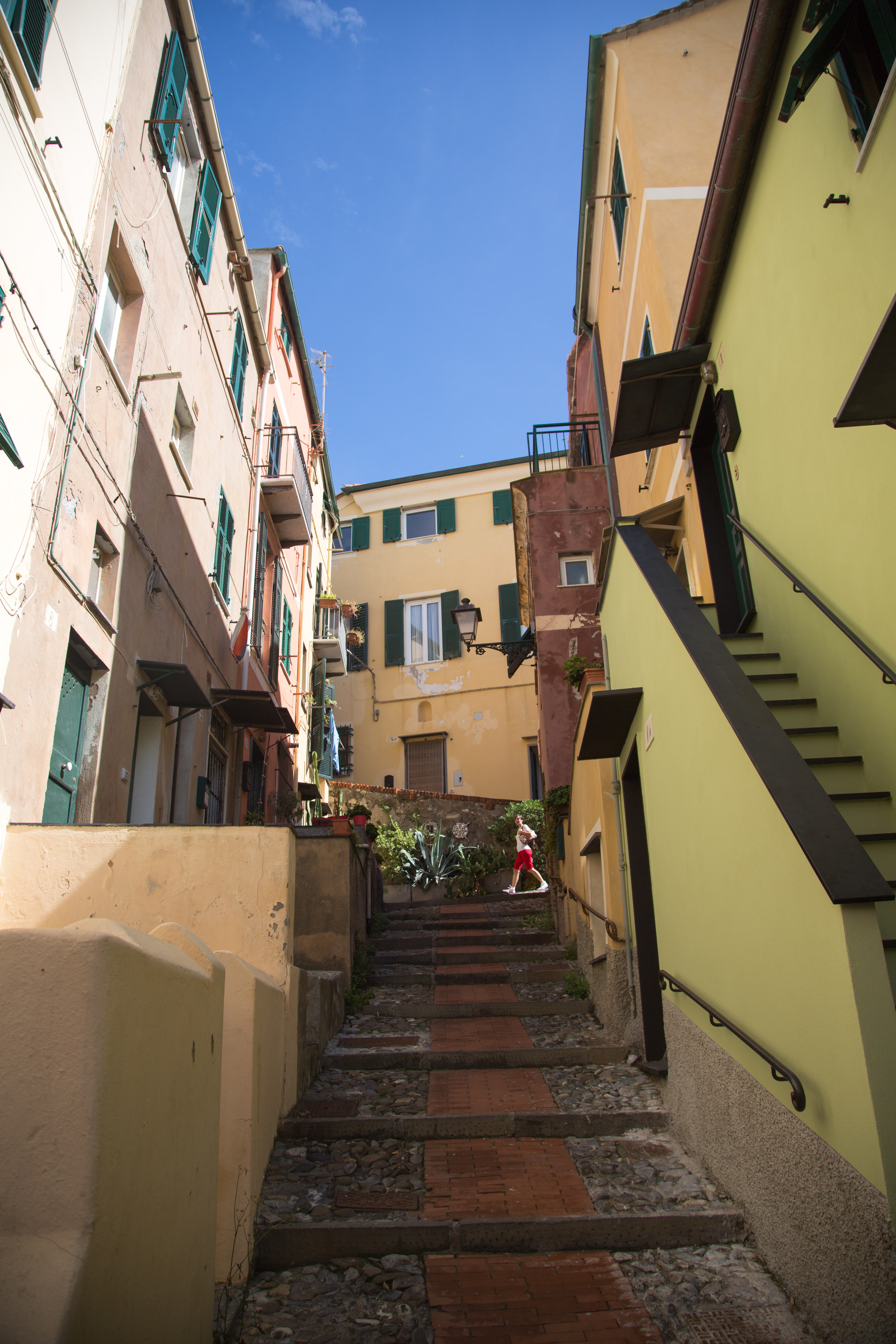
Particolare di un vicolo del borgo

Diverse sono le ipotesi circa l'origine del nome di Boccadasse, ma non ci sono fonti certe in proposito.
Secondo quella più frequentemente citata, il nome del borgo deriverebbe dalla forma della piccola baia: Boccadasse significherebbe "bocca d'asino" (bocca d'âze nel dialetto genovese).
Altre possibili origini del nome fanno riferimento al torrente "asse" che un tempo scorreva dove attualmente si trova via Boccadasse e, dopo aver alimentato i lavatoi (treuggi in genovese) e la fontana, sfociava in mare al centro del borgo, o ancora, dal nome di un antico proprietario, Guglielmo Boccadassino.

## Storia
Secondo una leggenda il borgo sarebbe stato fondato intorno all'anno 1000 da alcuni pescatori spagnoli che, colti da una tempesta, trovarono rifugio in questa insenatura. Dal nome del loro capitano (De Odero o Donderos), sarebbe derivato il cognome Dodero, ancora oggi diffuso nella zona.
Il borgo di Boccadasse è sempre stato parte integrante del territorio di San Francesco d'Albaro, da cui dipendeva amministrativamente, sia come comune che come parrocchia. San Francesco d'Albaro fino all'Ottocento era un comune rurale, composto di case sparse, orti e ville signorili sulle colline prospicienti il mare: Boccadasse ne costituiva una piccola appendice periferica, uno dei pochi nuclei compatti di questo territorio e l'unico in riva al mare.
Con il Regio Decreto n. 1638 del 26 ottobre 1873 sei comuni della bassa val Bisagno, e tra questi San Francesco d'Albaro, furono accorpati al comune di Genova.
L'espansione edilizia del Novecento ha cambiato profondamente l'aspetto di questa zona, trasformandola in uno dei più eleganti quartieri residenziali di Genova, ma cancellando al tempo stesso il tessuto storico preesistente. In questo contesto il borgo di Boccadasse, per la posizione periferica, ma soprattutto per volontà dei suoi abitanti, è riuscito a conservare l'originale struttura urbanistica.
Secondo alcuni dal nome del borgo sarebbe derivato quello del quartiere di Buenos Aires La Boca, abitato da immigrati di origine genovese, ma non ci sono riscontri a supporto di questa affermazione.

## Monumenti e luoghi d'interesse

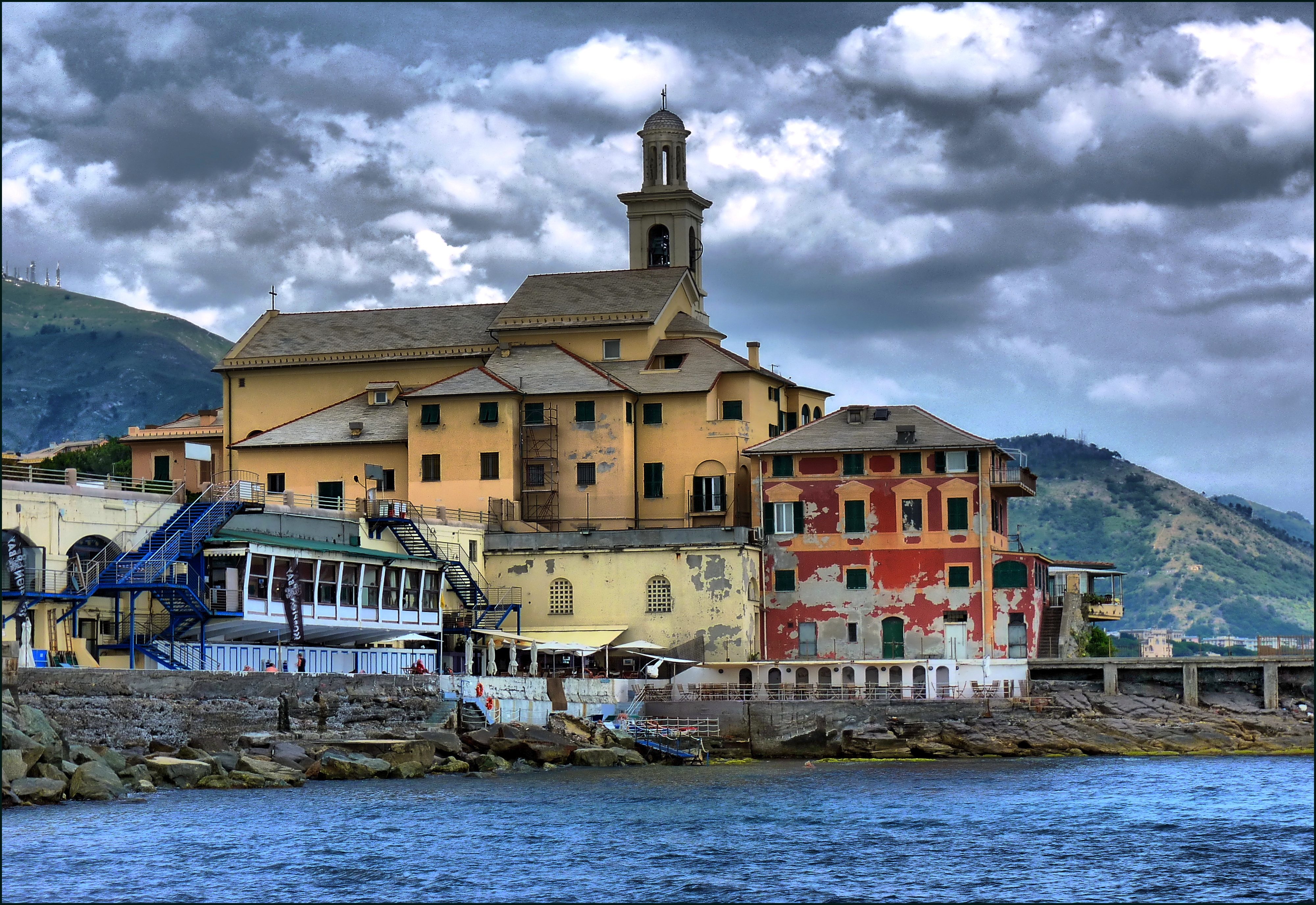
La chiesa di Sant'Antonio in Boccadasse

L'intero borgo, con le sue case colorate, la piazzetta (piazza Nettuno) che si apre sulla piccola baia, i suoi punti panoramici e le tipiche "crêuze", è di notevole interesse turistico, anche per la sua atmosfera d'altri tempi.

### Architetture religiose
La chiesa parrocchiale di Sant'Antonio di Padova venne edificata agli inizi del Settecento dai pescatori e dagli abitanti della zona. Nel corso dei secoli fu ampliata e trasformata; divenne parrocchia il 25 marzo 1894. Conserva al suo interno diverse opere d'arte tra le quali statue di Francesco Storace e Antonio Canepa e alle pareti sono appesi come ex voto diversi modellini di navi.

La festa patronale si celebra con particolare solennità il 13 giugno.

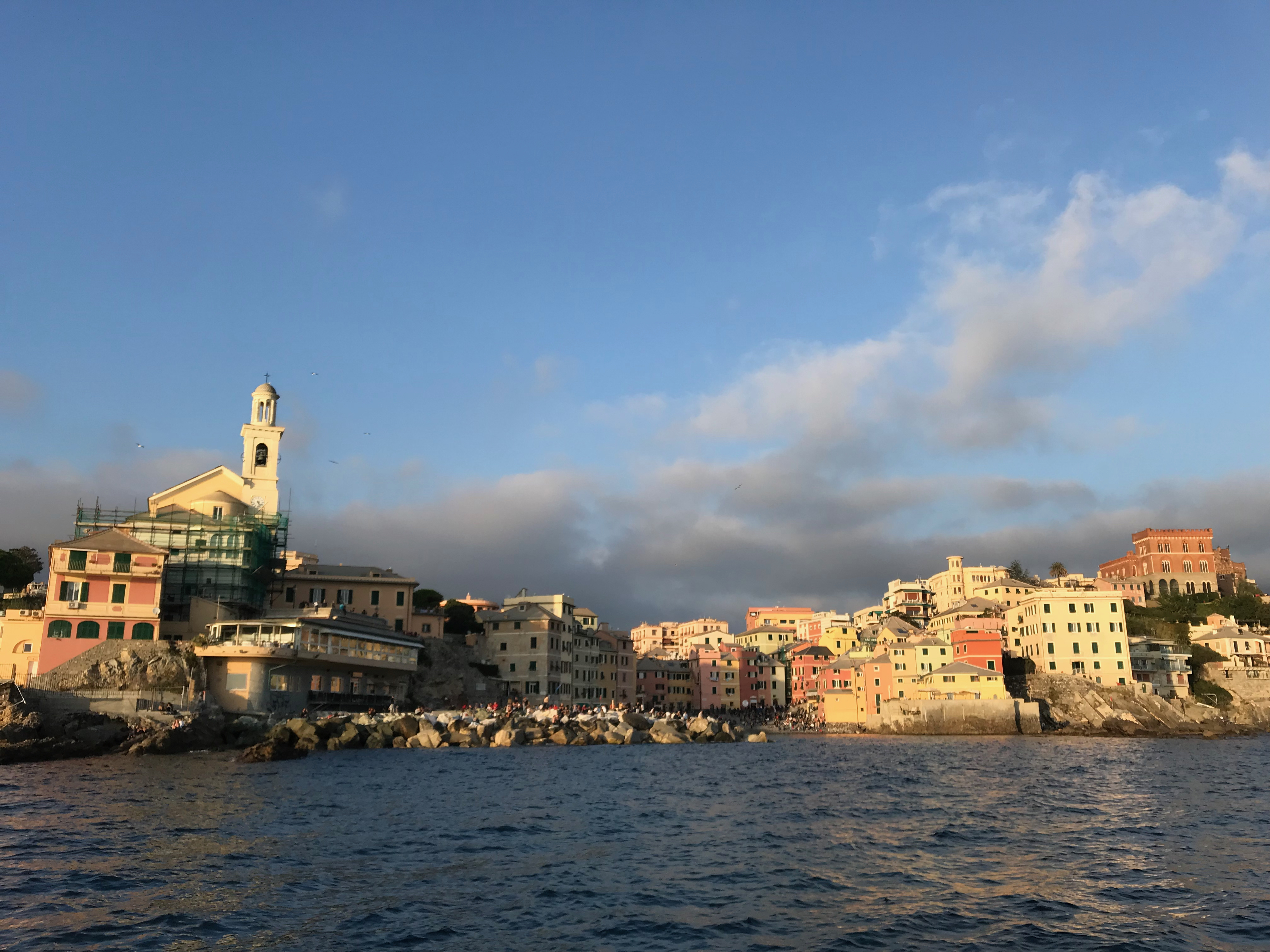
Boccadasse vista dal mare

La chiesa di Sant'Antonio è tra i pochi edifici religiosi ancora esistenti (insieme con l'abbazia di San Giuliano, restaurata negli anni novanta del Novecento), tra i tanti che prima dell'apertura di corso Italia sorgevano sulle scogliere di Albaro.

### Aree naturali
Nel territorio di Boccadasse è presente e preservato un sito di interesse comunitario, proposto dalla rete Natura 2000 della Liguria, per il suo particolare interesse naturale e geologico. Il sito è collocato tra i fondali delle delegazioni genovesi di Sturla, Quarto dei Mille, Quinto al Mare e Nervi dove è segnalato un particolare habitat formato da praterie di posidonia oceanica e formazioni coralline. Tra le specie animali sono presenti i pesci: Hippocampus hippocampus, Labrus merula, Parablennius gattorugine, Parablennius tentacularis, Symphodus cinereus, Symphodus rostratus, Symphodus tinca.

## Cultura

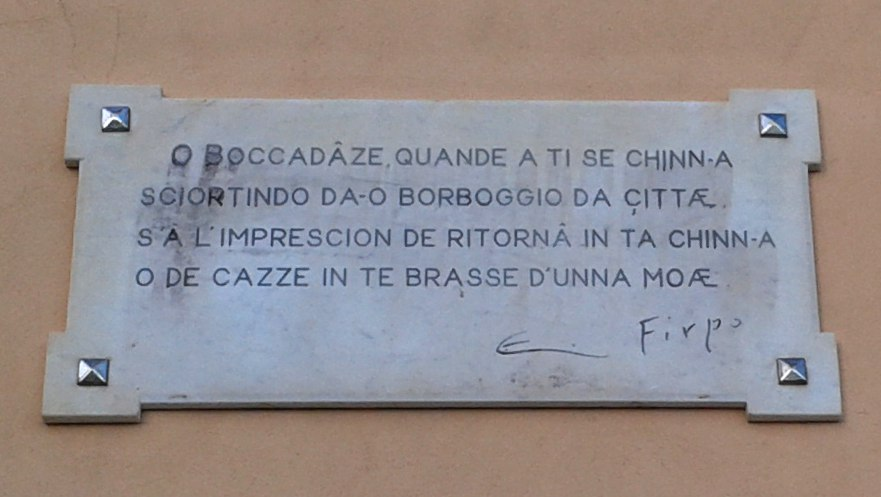
Targa con i versi di Edoardo Firpo, nella piazzetta che porta il suo nome dietro la chiesa.

### Musica
Il cantautore Gino Paoli, che ha abitato molti anni a Boccadasse, in salita Santa Chiara ha rievocato quel periodo, sia pure senza citare la località, nella celebre canzone La gatta.
Lo stesso Gino Paoli ha dedicato a Boccadasse un brano (intitolato, appunto, Boccadasse) che fa parte dell'album del 2004 Ti ricordi? No non mi ricordo, inciso dallo stesso autore in coppia con Ornella Vanoni.
Una canzone del duo genovese I Trilli, intitolata Trilli-trilli, riprendendo un antico sfottò di sapore campanilistico, argomenta che gli abitanti di Boccadasse sono, se possibile, più tarlucchi (babbei) di quelli della Foce.
Il gruppo progressive rock italiano Il Tempio delle Clessidre ha inoltre dedicato una canzone alle atmosfere poetiche di questo borgo marinaro.

### Letteratura
A Boccadasse è dedicata una poesia di Edoardo Firpo, intitolata appunto Boccadâze, nella quale il poeta descrive l'atmosfera dell'antico borgo. La poesia è ricordata da una targa che ne riporta i primi versi, affissa sul retro della chiesa, nella piazzetta-belvedere intitolata al poeta genovese.
Lo scrittore siciliano Andrea Camilleri, nei suoi romanzi polizieschi sulle storie del commissario Montalbano, immagina che a Boccadasse abiti Livia, la fidanzata genovese del protagonista.

## Infrastrutture e trasporti

### Strade
Boccadasse, anticamente raggiungibile dalla terraferma solo attraverso una ripida scalinata scavata nella roccia, che portava al capo di Santa Chiara e da qui a Vernazzola (Sturla), oggi è comodamente raggiungibile dal centro di Genova, da cui dista circa 5 km, attraverso corso Italia, mediante il bus pubblico numero 31 in partenza dalla stazione di Genova Brignole o anche mediante il bus turistico a due piani che effettua il giro della città
L'apertura di corso Italia, nel 1915, se da un lato ha consentito un agevole collegamento con il centro cittadino, dall'altro ha rischiato di compromettere il carattere del borgo. Il progetto originario prevedeva, infatti, il prolungamento del lungomare proprio a ridosso delle case di Boccadase, ma l'opposizione della popolazione fece rientrare questa ipotesi. Così il traffico urbano, giunto in corrispondenza della chiesa di Sant'Antonio, svolta decisamente verso l'interno, aggirando i nuclei storici di Boccadasse e Vernazzola attraverso via Felice Cavallotti, via Caprera e via dei Mille, tornando verso il mare in corrispondenza di Sturla. Da queste vie brevi diramazioni consentono di arrivare fin sulla soglia del borgo.
Il casello autostradale più vicino è quello di Nervi, sull'autostrada A12, a 5 km da Boccadasse.

### Ferrovie
Boccadasse si trova a 1,5 km dalla stazione di Genova Sturla e 3,5 km da quella di Genova Brignole.